# کاسون (مینه‌سوتا)
کاسون، مینه‌سوتا (به انگلیسی: Kasson, Minnesota) یک شهر در ایالات متحده آمریکا است که در شهرستان دوج واقع شده‌است.

## خصوصیات
کاسون ۷٫۷۷ کیلومترمربع مساحت و ۵٬۹۳۱ نفر جمعیت دارد و ۳۸۲ متر بالاتر از سطح دریا واقع شده‌است.